# Diego Contento
Diego Contento, né le 1er mai 1990 à Munich, est un footballeur italo-allemand qui évolue au poste de latéral gauche.
Avec Thomas Müller, Holger Badstuber et David Alaba, Diego Contento est l'un des espoirs issus du centre de formation du Bayern Munich, intégré à l'équipe première du club par Louis van Gaal.

## Biographie

### Bayern Munich
Après avoir évolué avec la réserve du club bavarois au cours des saisons 2007-2008 et 2008-2009, il intègre l'équipe première la saison suivante et dispute neuf matchs de championnat et trois de Ligue des champions dont les deux confrontations face à l'Olympique lyonnais lors des demi-finales. En janvier 2010, il signe avec le Bayern son premier contrat professionnel.
Le 27 mai 2010, Diego Contento prolonge son contrat de deux ans avec le Bayern Munich, club avec lequel il est désormais lié jusqu'au 30 juin 2013.
La saison 2010-2011 est frustrante pour le jeune joueur : il se blesse sérieusement et rate une bonne partie de la saison, suppléé par Danijel Pranjić. Il revient sur les terrains au printemps et joue les derniers matchs du Bayern Munich en tant que titulaire.
La saison 2011-2012 ne sera pas celle de la confirmation pour l'espoir bavarois : l'arrivée de Rafinha poussant Philipp Lahm sur le côté gauche, Contento doit se contenter d'un rôle de doublure. Le 19 mai 2012, il dispute néanmoins la finale de la Ligue des champions perdue face à Chelsea, profitant de la suspension de David Alaba.

### Girondins de Bordeaux
Le 11 août 2014, il paraphe un contrat de 4 ans en faveur des Girondins de Bordeaux, palliant le départ de Lucas Orban vers le Valence CF et retrouve un ancien du Bayern comme entraîneur avec Willy Sagnol. Le 17 août 2014, il joue son premier match sous les couleurs bordelaises en tant que titulaire face à Monaco (4-1 pour Girondins de Bordeaux) et délivre une passe décisive pour Diego Rolan à la 48e minute de jeu.
Peu à peu, Contento voit son temps de jeu se réduire, la faute à de multiples blessures et à un niveau jugé irrégulier. Ses entraîneurs, que ce soient Sagnol ou Gourvennec n'hésitant pas à évoquer un "joueur énigmatique". En janvier 2017, son départ est notamment évoqué vers l'Angleterre et Sunderland après qu'il a perdu sa place à la suite d'une prestation catastrophique le 10 décembre 2016 lors de la réception de l'AS Monaco (défaite 0-4) et à un second lourd revers à Montpellier (défaite sur le même score). Il retrouve finalement sa place dans le onze en enchaînant de solides prestations en février.
Cela ne l'empêche pas d'être annoncé de nouveau partant lors du mercato estival suivant, un accord ayant été annoncé trouvé entre le joueur et le Hambourg SV. Son retour en Allemagne n'a finalement pas lieu et il fait bien partie de l'effectif bordelais pour la saison 2017-2018. Placardisé à la suite de son non-départ, il voit Théo Pellenard et Maxime Poundjé lui être préférés à son poste.
Le 22 mai 2018, après quatre saisons chez les Girondins, Diego Contento s'engage finalement pour deux ans avec le Fortuna Düsseldorf, promu en Bundesliga.

## Statistiques
| Saison                | Club                  | Championnat           | Championnat | Championnat | Coupe nationale | Coupe nationale | Coupe de la Ligue | Coupe de la Ligue | Supercoupe | Supercoupe | Compétition(s) continentale(s) | Compétition(s) continentale(s) | Compétition(s) continentale(s) | Supercoupe UEFA | Supercoupe UEFA | CM des clubs | CM des clubs | Total | Total |
| Saison                | Club                  | Division              | M.          | B.          | M.              | B.              | M.                | B.                | M.         | B.         | Comp.                          | M.                             | B.                             | M.              | B.              | M.           | B.           | M.    | B.    |
| 2009 – 2010           | Bayern Munich         | Bundesliga            | 9           | 0           | 2               | 0               | -                 | -                 | -          | -          | C1                             | 3                              | 0                              | -               | -               | -            | -            | 14    | 0     |
| 2010 – 2011           | Bayern Munich         | Bundesliga            | 14          | 0           | 1               | 0               | -                 | -                 | 1          | 0          | C1                             | 3                              | 0                              | -               | -               | -            | -            | 19    | 0     |
| 2011 – 2012           | Bayern Munich         | Bundesliga            | 11          | 0           | 2               | 0               | -                 | -                 | -          | -          | C1                             | 2                              | 0                              | -               | -               | -            | -            | 15    | 0     |
| 2012 – 2013           | Bayern Munich         | Bundesliga            | 5           | 0           | 2               | 0               | -                 | -                 | -          | -          | C1                             | 1                              | 0                              | -               | -               | -            | -            | 8     | 0     |
| 2013 – 2014           | Bayern Munich         | Bundesliga            | 10          | 0           | 1               | 0               | -                 | -                 | -          | -          | C1                             | 2                              | 0                              | -               | -               | -            | -            | 13    | 0     |
| Sous-total            | Sous-total            | Sous-total            | 49          | 0           | 8               | 0               | -                 | -                 | 1          | 0          | -                              | 11                             | 0                              | -               | -               | -            | -            | 69    | 0     |
| 2014 – 2015           | Girondins de Bordeaux | Ligue 1               | 25          | 0           | 2               | 0               | 1                 | 1                 | -          | -          | -                              | -                              | -                              | -               | -               | -            | -            | 28    | 1     |
| 2015 – 2016           | Girondins de Bordeaux | Ligue 1               | 25          | 2           | 1               | 0               | 3                 | 0                 | -          | -          | C3                             | 5                              | 0                              | -               | -               | -            | -            | 34    | 2     |
| 2016 – 2017           | Girondins de Bordeaux | Ligue 1               | 25          | 0           | 1               | 0               | 1                 | 0                 | -          | -          | -                              | -                              | -                              | -               | -               | -            | -            | 27    | 0     |
| 2017 – 2018           | Girondins de Bordeaux | Ligue 1               | 3           | 0           | -               | -               | -                 | -                 | -          | -          | C3                             | 2                              | 0                              | -               | -               | -            | -            | 5     | 0     |
| Sous-total            | Sous-total            | Sous-total            | 78          | 2           | 4               | 0               | 5                 | 1                 | -          | -          | -                              | 7                              | 0                              | -               | -               | -            | -            | 94    | 3     |
| 2018–2019             | Fortuna Düsseldorf    | Bundesliga            | -           | -           | -               | -               | -                 | -                 | -          | -          | -                              | -                              | -                              | -               | -               | -            | -            | 0     | 0     |
| 2019–2020             | Fortuna Düsseldorf    | Bundesliga            | -           | -           | 1               | 0               | -                 | -                 | -          | -          | -                              | -                              | -                              | -               | -               | -            | -            | 1     | 0     |
| Sous-total            | Sous-total            | Sous-total            | -           | -           | 1               | 0               | -                 | -                 | -          | -          | -                              | -                              | -                              | -               | -               | -            | -            | 1     | 0     |
| 2020–2021             | SV Sandhausen         | 2.Bundesliga          | 24          | 0           | 1               | 0               | -                 | -                 | -          | -          | -                              | -                              | -                              | -               | -               | -            | -            | 25    | 0     |
| Sous-total            | Sous-total            | Sous-total            | 24          | 0           | 1               | 0               | -                 | -                 | -          | -          | -                              | -                              | -                              | -               | -               | -            | -            | 25    | 0     |
| Total sur la carrière | Total sur la carrière | Total sur la carrière | 151         | 2           | 14              | 0               | 5                 | 1                 | 1          | 0          | -                              | 18                             | 0                              | -               | -               | -            | -            | 189   | 3     |

## Palmarès
Bayern Munich
- Coupe du monde des clubs de la FIFA
  - Vainqueur (1) : 2013.
- Ligue des champions de l'UEFA
  - Vainqueur (1) : 2013.
  - Finaliste (2) : 2010 et 2012.
- Supercoupe de l'UEFA
  - Vainqueur (1) : 2013.
- Bundesliga
  - Champion (3) : 2010, 2013 et 2014.
  - Vice-champion (1) : 2012.
- Coupe d'Allemagne
  - Vainqueur (2) : 2010, 2013 et 2014.
  - Finaliste (1) : 2012.
- Supercoupe d'Allemagne
  - Vainqueur (2) : 2010 et 2012.
  - Finaliste (1) : 2013.